# Трунін Рюрик Федорович
Рюрик Федорович Трунін (рос. Рюрик Фёдорович Трунин; 02.03.1933 — 29.05.2016) — російський вчений в галузі експериментальної фізики, двічі лауреат Державної премії СРСР.

## Біографія
Народився в селі Тума Рязанської області. Осиротів під час війни. Виховувався у бабусі, потім в інтернаті міста Горки Ленінські.
Закінчив МІФІ (1957).
Робота: ВНДІЕФ — інженер (1957), старший інженер (1960), зав. лабораторією (1968), начальник відділу газодинамічного відділення (1970—1997), з 1997 головний науковий співробітник.
Кандидат (1971), доктор (1983) фізико-математичних наук, тема дисертації — «Експериментальна фізика та газодинаміка».
Фізик-експериментатор в області досліджень властивостей речовин, стислих сильними ударними хвилями, і фізичних процесів при підземних ядерних вибухах.
Родина: дружина (1954) — Ніна Павлівна Гуськова, діти — Михайло, Іван, Олексій.
Помер Рюрик Федорович 29 травня 2016 року. Похований на муніципальному кладовищі в Сарові.

## Нагороди
Двічі лауреат Державної премії СРСР (1968, 1989), лауреат Премії Уряду РФ (1996). Заслужений діяч науки РФ (2004).

## Твори
- Рядом с эпицентром взрыва: очерки / Р. Ф. Трунин. — Саров: ВНИИЭФ, 2002. — 400 с. ; [20] л. ил: ил. — ISBN 5-85165-627-1
- А годы летят-: непридуманные истории, Часть 1 / Р. Ф. Трунин. — Саров: РФЯЦ-ВНИИЭФ, 2009—212 с. — ISBN 5-95150-121-0, ISBN 978-5-9515-0121-9
- А годы летят-: непридуманные истории, Часть 2 / Р. Ф. Трунин. — Саров: РФЯЦ-ВНИИЭФ, 2009—291 с. — ISBN 5-95150-124-5, ISBN 978-5-9515-0124-0
- Вспоминая Льва Владимировича / Р. Ф. Трунин; стр 171—183 в книге Экстремальные состояния Льва Альтшулера / Под ред. Б. Л. Альтшулера, В. Е. Фортова. — М.: ФИЗМАТЛИТ, 2011. — 616 с. ISBN 978-5-9221-1304-5
- Урок политкорректности / Р. Ф. Трунин; стр 264—267 в книге Яков Борисович Зельдович (воспоминания, письма, документы) / Под ред. С. С. Герштейна и Р. А. Сюняева. — Изд. 3-е, стереотип. — М.: ФИЗМАТЛИТ, 2014. — 416 с. — ISBN 978-5-9221-1532-2